# Maji
Pour l’article homonyme, voir Maji (woreda).
Maji est une localité du sud de l'Éthiopie, située dans la zone Mirab Omo de la région Éthiopie du Sud-Ouest. Elle se trouve à 6° 12′ N, 35° 35′ E. Elle est le centre administratif du woreda Maji et de la zone Mirab Omo[à vérifier].
Maji, le woreda éponyme et la zone Mirab Omo faisaient partie de la région Sud jusqu'à la création de la nouvelle région en 2021.